# آقانورالدین عراقی
آیت‌الله آقانورالدین نوری عراقی (۱۲۷۸ ه‍.ق اراک - ۱۳۴۱ ه‍.ق اراک) از مجتهدان و مراجع تقلید شیعه و از علمای پرنفوذ منطقه عراق عجم و از شاگردان و پیروان آخوند خراسانی بود. وی از حامیان اصلی مشروطه طلبان عراقی به حساب می‌آمد و در چند مقطع با صدور حکم جهاد به حمایت از ایشان در اراک پرداخت، پس از صدور فرمان مشروطه نیز ریاست انجمن ایالتی اراک را بر عهده گرفت. در خلال جنگ جهانی اول به همراه مجاهدین به کرمانشاه و بعدها استانبول رفت. وی یکی از بانفوذترین و برجسته‌ترین شخصیت‌های روحانی اراک و ولایت عراق (شهرستان اراک) بود و بین سال‌های ۱۳۲۱ تا ۱۳۴۲ (زمان مرگ وی) مرج تقلید غالب مردم اراک و ولایت عراق بوده‌است. امروزه آرامگاه وی در اراک زیارتگاه مردم محسوب می‌شود و با شمارهٔ ثبت ۳۴۷۷ به‌عنوان یکی از آثار ملی ایران به ثبت رسیده‌است. وی پسرعموی روحانی محسن سلطان‌آبادی عراقی محسوب می‌شود.

## خانواده
آقانورالدین نوری عراقی از سادات کرهرود است که نسب خود را به امام چهارم شیعیان می‌رسانند. میرعلی محمد مکی جد هفتم وی پیش از ساخت اراک به منطقه مهاجرت نموده و در کرهرود ساکن شده و مدرسه علوم دینی را در آنجا بنا کرده‌است. پس از تأسیس اراک فرزندان میرعلی محمد با نام‌های سیدمحمد و سیداحمد که به سیدین عراق مشهور شدند به آنجا رفتند و مدیریت امور مذهبی شهر را در دست گرفتند. پدر آقانورالدین نوری عراقی، سید شفیع نوری عراقی، فرزند سید احمد بود. وی با ۳۴ واسطه به امام سجاد متصل می‌شود.

## تحصیلات
آقانورالدین تحصیلات ابتدایی خود را در مدرسه سپهداری عراق آغاز نمود، از اساتید وی در ان دوره می‌توان به ملامحمد امین اشاره نمود. پس از تکمیل تحصیلات اش در اراک در ۱۳۰۳ ه‍.ق به همراه چند تن از علمای مشهور و مشروطه خواه اراک همچون حاج میرزا محمدعلی خان و آقاشیخ تقی سنجانی راهی نجف شدند. در نجف وی شاگرد اساتیدی بنامی چون میرزا حبیب‌الله رشتی، آخوند ملامحمد کاظم خراسانی، حاج میرزا حسین و حاج میرزا جلیل بود. حوزه نجف در آن دوران مرکز تجمع روحانیون نواندیش و آزادی‌خواه بود که هدایتگر جنبش مشروطه خواهی در ایران بودند، آقانورالدین نیز از این مسئله مستثنی نبود، علاوه بر تکمیل آموخته‌های دینی با اندیشه‌های نو آشنا گردید و به صف مشروطه خواهان پیوست. وی در کمتر از هفت سال به درجه اجتهاد رسید و علمایی چون آخوند خراسانی، حاج میرزا حسین و حاج میرزا جلیل برای او اجازه‌نامه صادر کردند.

## بازگشت به اراک
در ۱۳۰۷ ه‍.ق آقانورالدین نوری عراقی پس از هفت سال تحصیل در نجف به اراک بازگشت. شیوه زندگی زاهدانه، مداخله در مسائل اجتماعی و سیاسی، حمایت از مشروطه، حمایت از حقوق مردم در برابر عوامل حکومتی، یاغیان و نمایندگی‌های کمپانی‌های خارجی، وی را به شخصیتی برجسته و مردمی تبدیل نمود به طوری که اندکی پس از بازگشت‌اش به پرنفوذترین شخصیت روحانی شهر و منطقه بدل شد و ریاست امور دینی، اجتماعی و سیاسی اراک را برعهده گرفت.

## مشروطه‌خواهی.
تعداد فراوان انجمن‌های سیاسی در اراک نشانهٔ رونق مشروطه‌خواهی و آزادی‌خواهی در آن شهر در آن دوره است. ابراهیم دهگان از وجود شش انجمن سیاسی فعال در اراک خبر می‌دهد، آقانورالدین در حالی که به هیچ‌یک از این انجمن‌ها و جناح‌ها وابستگی نداشت، با همه در ارتباط بود و نه تنها در اراک بلکه در منطقه رهبری جنبش مشروطه‌خواهی را بر عهده داشت. نقش آقانورالدین در منطقه مرکزی ایران و ایالت عراق عجم را می‌توان با نقش استاداش که آخوند خراسانی در کل ایران مقایسه کرد. بیشتر ساکنان منطقه تحت تأثیر وی به مشروطه خواهی روی آوردند. او در مقاطع خطرناک با صدور فرمان جهاد و جمع‌آوری مردم به حمایت از مشروطه‌خواهان می‌پرداخت. او پس از صدور فرمان مشروطه و تأسیس انجمن ولایتی اراک به ریاست این انجمن رسید.
استبداد صغیر
پس از به توپ بسته شدن مجلس توسط لیاخوف روسی و آغاز استبداد، انجمن ولایتی اراک نیز منحل شد، با این همه نفوذ بسیار آقانورالدین سبب جلوگیری از تعرض مستبدین به مشروطه‌خواهان شد و این شهر به نسبت دیگر مناطق در این دوره با خطرات کمتری روبرو شد. برای نمونه بنا به گفته ابراهیم دهگان در جریان شورش سالارالدوله که در میان مشروطه خواهان با عنوان فتنه سالار شناخته می‌شود اکثر شهرهای غربی و مرکزی ایران نظیر کرمانشاه، نهاوند و ملایر غارت شدند، اما قدرت آقانورالدین سبب مصون ماندن اراک و حومه آن شد.
دولت موقت ملی

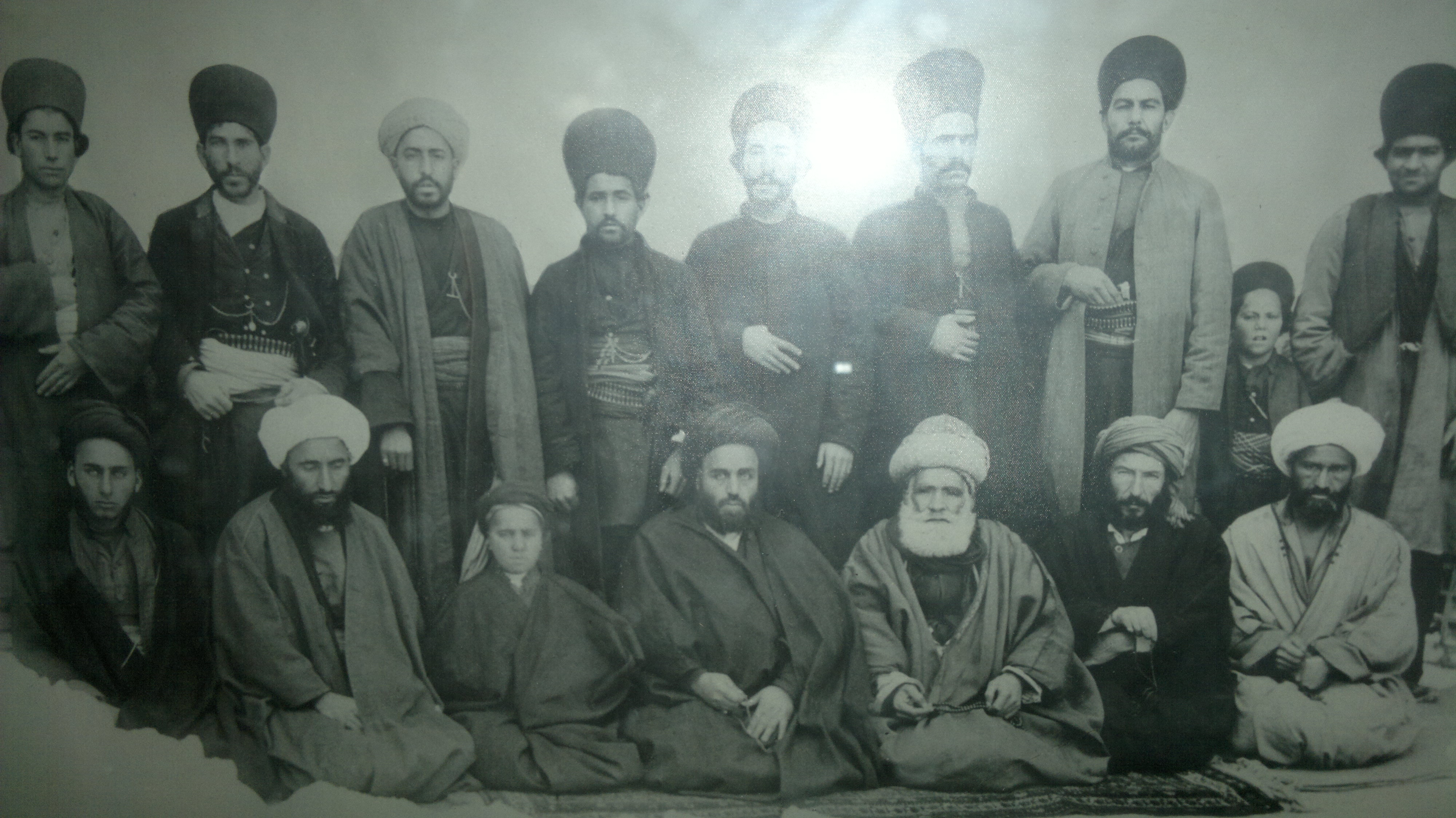
آقانورالدین عراقی به همراه مجاهدان مشروطه خواه

با آغاز جنگ جهانی اول نیروهای دموکرات دست به مهاجرت از تهران زدند و دولت موقت ملی را تشکیل دادند، آقانورالدین نیز با صدور حکم جهاد به حمایت از ایشان پرداخت و برای جهاد با ایشان همراه شد. یحیی دولت‌آبادی در این باره می‌نویسد:
روحانیون اراک که منورالفکرترین آنها آقانورالدین و میرزامحمد علی خان بودند… حاضر شدند که خود از شهر حرکت نموده موجبات ترغیب و تحریض جنگجویان را فراهم آورند، اعلان حرکت آنها در شهر موجب هیجان شد. رجال متمول عراق از قبیل سهم‌الملک و صمصام‌الملک و غیره برای مصاعدت به ظاهر حاضر گشته و جمعی از مردم شهر، خود را آماده کارزار کردند و عنوان دفاع ملی فی‌الجمله قوت گرفت… اقدام روحانیون در این کار برای تهییج قوای ایلات و عشایر و برای اینکه دشمنان دین و دولت هیجان ایرانیان را تنها مستند به تحریکات آلمانی‌ها ندانند، اثر نیکو داشت
در ۱۳۳۴ ه‍.ق به همراه مهاجرین به قم، سپس کرمانشاه و پس از دوره‌ای کوتاه سکونت در عتبات به استانبول رفت. وی شرح این سفر را در رساله‌ای به نام بعض الحالات آورده‌است که اطلاعات منحصر به فردی دربارهٔ ایران در جنگ جهانی اول دارد.

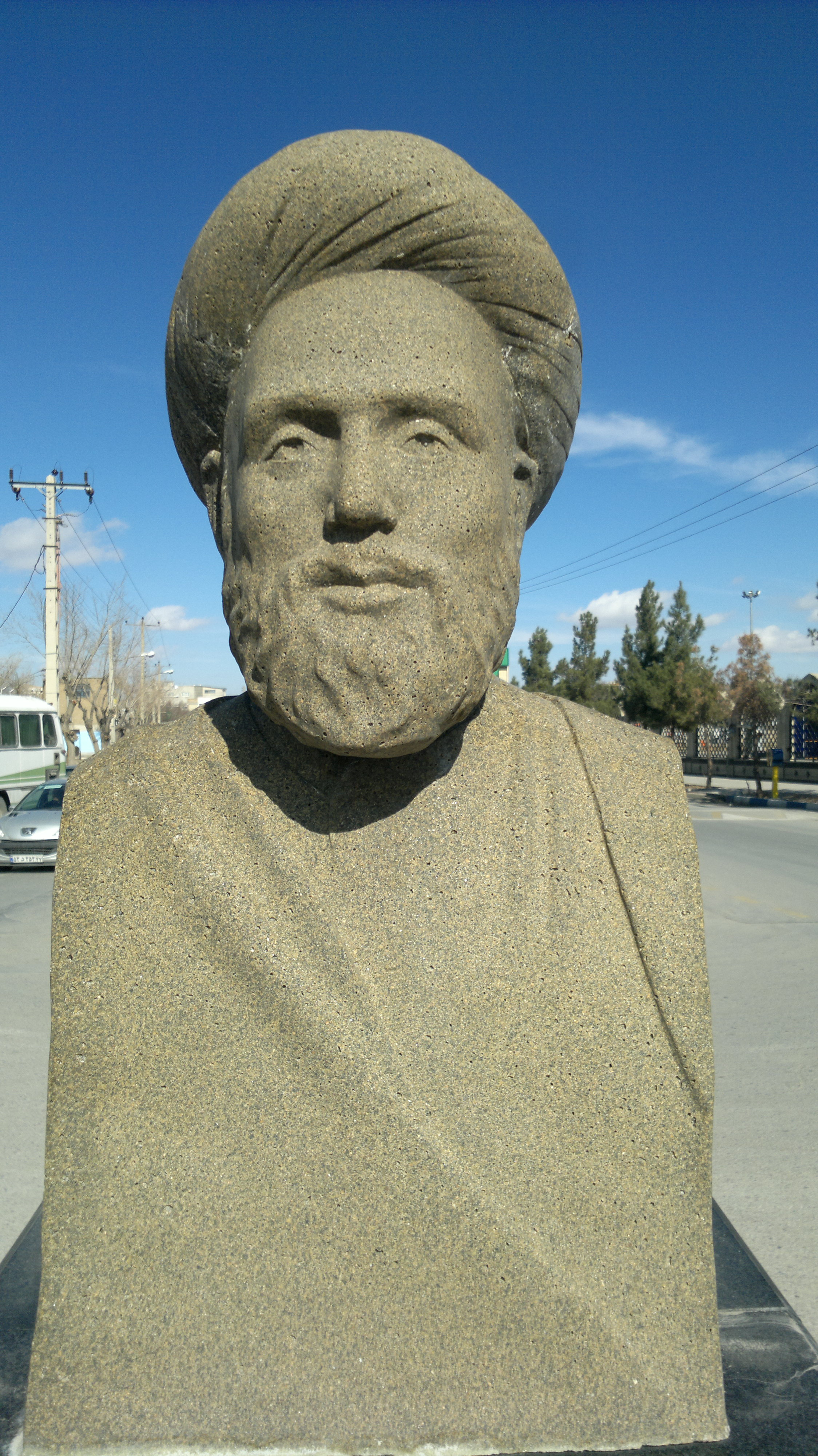
نیم‌تنه آقانورالدین نوری عراقی در یکی از میدان‌های اراک
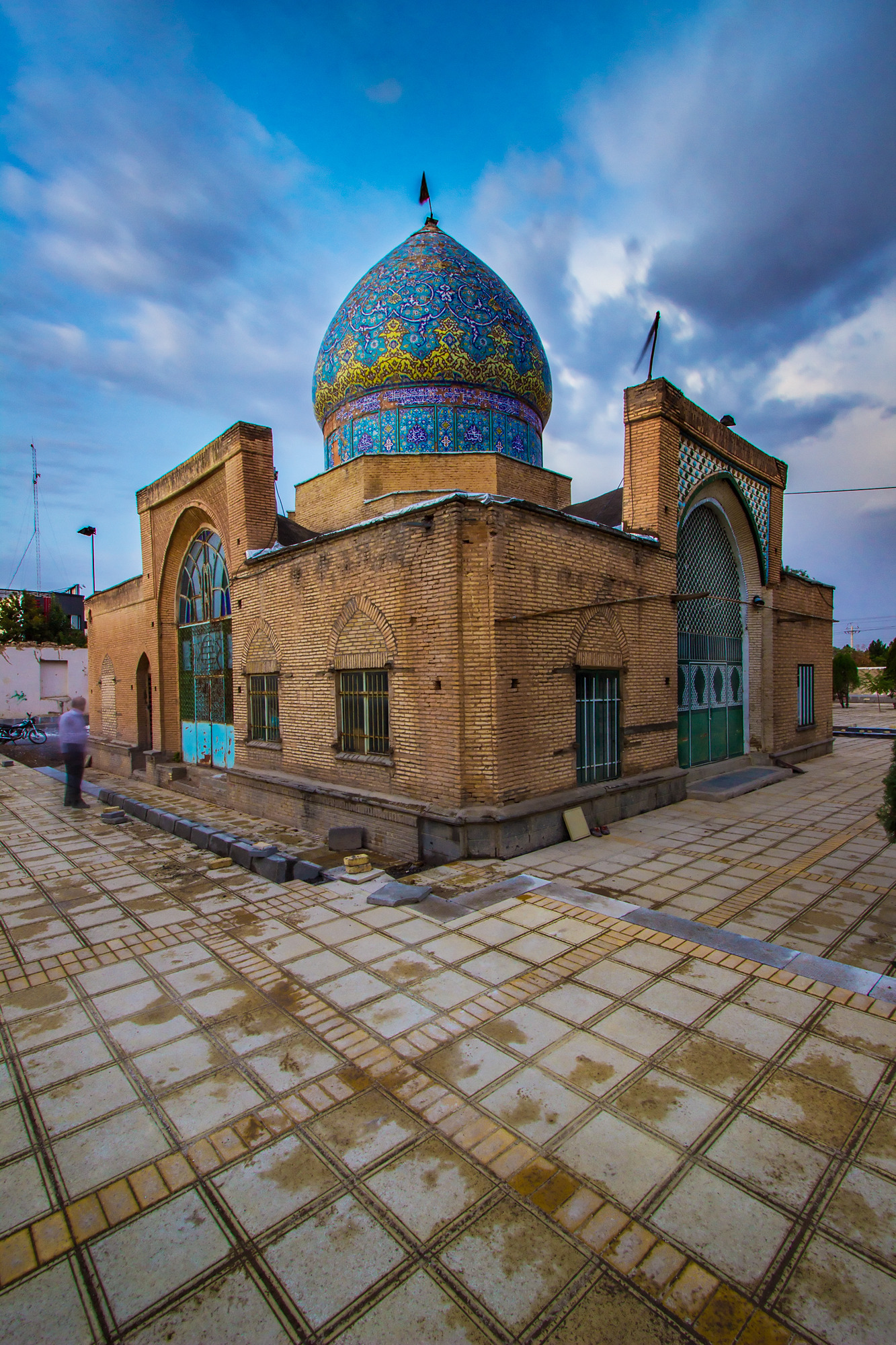
بقعه آقا نورالدین نوری عراقی
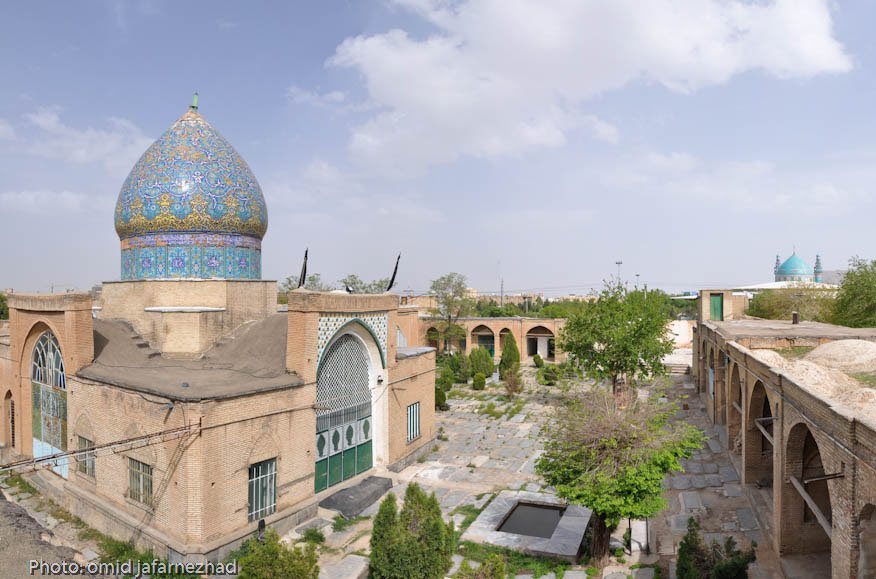
مزار آقانورالدین در قبرستان قدیمی شهر اراک

## تدریس و تالیفات
آقانورالدین پس از بازگشت اش از نجف در اراک حوزه علمیه ای تأسیس کرد و به تربیت شاگرد پرداخت به گونه‌ای که بیشتر علمای طراز اول عراق عجم در دوره بعد از شاگردان وی بوده‌اند. حوزه درسی وی در اراک را مقدمه تأسیس حوزه علمیه قم می‌دانند، حتی برخی می‌گویند که آشیخ عبدالکریم حائری یزدی حوزه علمیه قم را به اشاره آقانورالدین ساخته‌است و بودجه اولیه‌اش را نیز او تأمین کرده‌است. وی تألیفات بسیاری دارد که تعدادی از آنها عبارت‌اند از:
- کتاب طهارت، صلوه، مکاسب
- رساله‌ای در مباحث عقلیه
- یک دوره کامل تفسیر قرآن
- رساله حقوق المراه فی شریعه‌الاسلام (رساله ای در باب حقوق زن در اسلام)[۷]
- رساله‌ای در الهیات
- رساله نورالایمان در رد بهاییان
- رساله‌ای در اصول عقاید
- رساله‌ای در شرح دعای صباح
- رساله‌ای در شرح حدیث حقیقت
- رساله عقاید النوریه فی حکمه‌المتعالیه
- رساله در مسئله مرجعیت
- رساله برای استصحاب
- سفرنامه بعض الحالات
- رساله در باب بعضی قواعد
- حاشیه فرائد الاصول شیخ انصاری[۷]